# Calle de la Puerta del Sol
La calle de la Puerta del Sol es una vía pública de la ciudad española de Segovia.

## Descripción
La vía, que debe el título a una antigua puerta que daba acceso a la ciudad, conduce desde la calle de la Judería Vieja hasta el paseo del Salón de Isabel II. Aparece descrita en Las calles de Segovia (1918) de Mariano Sáez y Romero con las siguientes palabras:

Puerta del Sol.—Parte esta bajada desde la unión de las calles de la Judería Vieja y el Sol, al Paseo de Isabel II. Derribada la Puerta del Sol en la muralla, que era un acceso a la Ciudad por esta parte Sur, ahora es una calle, abierta, en cuesta, pero ancha con buenas aceras y amplias escalinatas en sus extremos.
(Sáez y Romero, 1918, pp. 135-136)